# Porsche 911 GT3

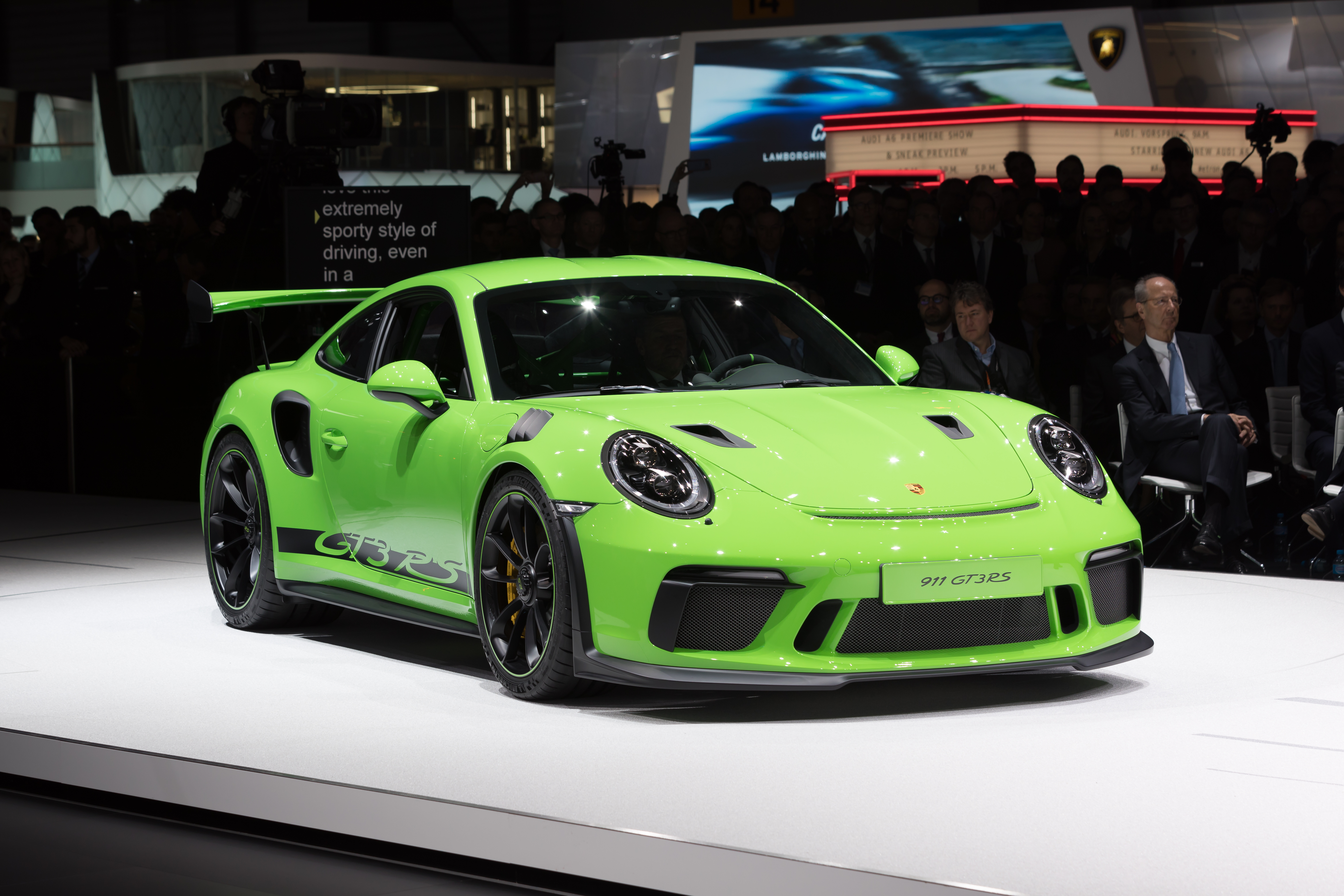
Porsche 911 GT3 RS 2018

Porsche 911 GT3 je vysoce výkonný homologační model sportovního vozu Porsche 911. Jedná se o řadu vysoce výkonných modelů, která začala modelem 911 Carrera RS z roku 1973. GT3 má za sebou úspěšnou závodní kariéru v národních a regionálních sériích Porsche Carrera Cup a GT3 Cup Challenge, stejně jako v mezinárodním Porsche Supercupu podporujícím mistrovství světa F1.